# الشرح يحضب الأول
إليشَرَح يحضب الأول (الحكم: نحو 120م - 125م): ملك سبأ وذي ريدان، وينتمي إلى ربع مرثد من قبيلة بكيل ومحلها شبام أقيان الواقعة في الشمال الغربي من صنعاء.يستند الباحثين في نسبته إلى بكيل بالنقوش التي تذكر أنه كبير أقيان وبني مرثد وهو فرع من بكيل؛ وذلك قبل وصوله إلى مأرب. وهي المرة الأولى التي تسجل فيها النقوش بوضوح تام وصول بكيلي إلى العاصمة السبئية مأرب وخضوعها لسلطته. وقد لقبه العلماء بالأول ليميز عن ملك آخر حكم بعده وتسمى بهذا الاسم واللقب أيضا، وهو (إليشرح يحضب الثاني) المعاصر للملك شمر يهحمد والملك كربئيل أيفع، وقد خلط باحثي القرن العشرين بينهما كثيراً.
حوالي العام 120م، قام إليشرح يحضب أمير قبيلة شبام أقيان من بكيل، بحملات كبرى ضد أرض قتبان وحمير وردمان وحضرموت، ووصف قتاله حمير بعبارة "ضَرَّ حميرم" أي حرب حمير.واستطاع الوصول والسيطرة على مأرب، وطرد أتباع الملك عمدان يهقبض من عاصمة سبأ، وتلقب بملك سبأ وذي ريدان، بدعم من عائلات تنتمي إلى الطبقة الأرستقراطية السبئية القديمة في مأرب،وقبائل من المرتفعات الغربية: قبيلة ذمري،وذي مأذن، وحاشد، وقبيلة ذي هجر.
استطاع إليشرح يحضب الوصول إلى عرش سبأ خلال عشرينيّات القرن الثاني الميلادي، ويبدو أنه عاصر الملك ياسر يهصدق من الجانب الريداني.وقد ارتبط إليشرح يحضب بعلاقة وطيدة ببني ذي جرة أمراء قبيلة ذماري، إذ تبنى القيلين (سعد شمس أسرع وابنه مرثد يهحمد) في صراعه ضد "بني ذي ريدان" لوقف زحفهم ضد صنعاء، وإيقاف طموحاتهم في استعادة العاصمة مأرب، إذ كانت أرض قبيلة ذماري على خط التماس مع قبائل حمير، يفصلهم عن بعض جبل يسلح، مما جعل قبيلة ذماري يبذلون جهداً كبيراً في مقاومة ملوك "بني ذي ريدان. وهذا خدم أهداف إليشرح يحضب في حربه ضد حمير، وبالمقابل جعل للقيل سعد أسرع وابنه مرثد من ذي جرة مكانة مرموقة اكتسباها من تردي الأوضاع السياسية في مملكة سبأ.
بعد أن استتب له الأمر، أبرز إليشرح يحضب ابنه (وتار يهأمن) معه في الحكم، ثم أشركه في اللقب، على أمل أن ينقل العرش إليه عن طريق الميراث.بعد وفاته، تولى الحكم ابنه وتار يهأمن (نحو 125م - 132م). ثم تلى الأخير على العرش (سعد شمس أسرع وابنه مرثد يهحمد) وهما من أسرة ذي جرة من فرع سماهر من قبيلة ذماري، وفي زمنهم وقعت حرب شاملة، شارك فيها جميع الأطراف. ومن نتائج تلك الحرب، استعادة الريدانيين مأرب عاصمة مملكة سبأ.إلى أن تمت الموادعة على يد يريم أيمن في النصف الثاني من القرن الثاني الميلادي، واستقر الأمر إلى وَهْبيل يحز ملكاً لعرش سبأ في مأرب.

## قصر غمدان
ينسب الأخباريون إلى الشرح يحضب بناء قصر غمدان الشهير. ووفق الآثار المكتشفه، تم تأكيد أن أول ذكر لقصر غمدان كان في عهد الملك إليشرح يحضب.وفي وصف قصر غمدان زعم ابن الكلبي أنه كان سبعة سقوف بين كل سقفين أربعون ذراعاً، أي أنه كان بإرتفاع 70 متراً، إرتفاع كل سقفين منه 20 متراً. بينما ذكر أبو محمد الهمداني أنه كان عشرين سقفاً، بين كل سقفين عشرة أذرع، أي أنه كان بإرتفاع 50 متراً، إرتفاع كل سقفين منه 5 أمتار.وبحسب وصف هؤلاء الأخباريون فإن ارتفاع قلعة غمدان ما بين 50 و70 متراً، أي مقارب لإرتفاع هرم منقرع. وفي خبر بناء غمدان، قال ابن الكلبي:«إن ليشرح يحضب أراد اتخاذ قصر بين صنعاء وطيوة، فبني على أربعة أوجه: وجه أبيض ووجه أحمر ووجه أصفر، ووجه أخضر، وبنى في داخله قصراً على سبعة سقوف بين كل سقفين منها أربعون ذراعاً، وكان ظلّه إذا طلعت الشمس يرى على عينان وبينهما ثلاثة أميال، وجعل في أعلاه مجلسا بناه بالرخام الملون وجعل سقفه رخامة واحدة، وصيّر على كل ركن من أركانه تمثال أسد من شبه كأعظم ما يكون الأسد».